# إدسون كاريوس
جوزي إدسون باروس سيلفا المعروف بـإدسون كاريوس (12 أكتوبر 1988 في البرازيل - ) هو لاعب كرة قدم برازيلي يلعب في مركز الهجوم لعب سابقاً في نادي الجبلين السعودي.

## روابط خارجية
- إدسون كاريوس على موقع قاعدة بيانات كرة القدم.إي يو (الإنجليزية)
- إدسون كاريوس على موقع Soccerway.com (الإنجليزية)
- إدسون كاريوس على موقع عالم كرة القدم.نت (الإنجليزية)